# Laukiz
Laukiz en basque ou Lauquíniz en espagnol est une commune de Biscaye dans la communauté autonome du Pays basque en Espagne.
Le nom officiel de la ville est Laukiz.

## Toponymie
Laukiz appartient à la série de toponymes basques qui ont une fin en -iz. Julio Caro Baroja défendait que la plupart de ces toponymes provenaient d'un nom propre uni au suffixe latin -icus décliné.
Dans la zone basco-navarraise, Caro Baroja considérait que les suffixes -oz, -ez et -iz appliqués à la toponymie indiquaient que dans l'antiquité le lieu avait été propriété de la personne dont le nom était uni au suffixe, pouvant remonter son origine depuis le Moyen Âge jusqu'à l'époque de l'Empire romain.
Dans le cas de Lauquíniz, Julio Caro Baroja a proposé que ce nom pourrait provenir un Laucius hypothétique ou de Laucinus, . les deux noms latins sont documentés.
Ainsi, si au nom Laucinus on lui ajoute le suffixe latin -icus, qui indique appartenant à, on pourrait obtenir Laucinicus. Laucinicus pourrait aussi être un fils de Laucinus. Le propre de Laucinicus et de ses descendants serait Laucinici (génitif au singulier et nominatif au pluriel). D'une évolution semblable à ce suffixe latin -icus, donnent aussi naissance les patronymes utilisés dans les langues latines de la péninsule Ibérique.
De ce Laucinici peut dériver le toponyme Lauquíniz. Des mots latins empruntés au basque à une époque très ancienne comme pacem, mercem ou necem en basque ont été conservés avec le son k comme pake, merke ou neke. De manière semblable il peut arriver de Laucinici → Lauquíniz.
Lauquíniz a été fixé comme forme écrite du nom. Toutefois en basque le nom a continué à évoluer oralement et a donné lieu à Lauquiz en perdant le n intervocal, un phénomène commun dans la langue basque dans les derniers siècles. L'actuel nom de la localité en basque : Laukiz est le fruit de cette évolution Lauquiniz → Lauquiz et de l'adaptation du toponyme aux règles orthographiques modernes de la langue basque Lauquiz → Laukiz. En Espagnol on a conservé la manière la plus ancienne Lauquíniz, comme nom formel de la localité.
En 1987 la mairie a décidé d'officialiser la forme basque du nom et depuis lors il s'écrit Laukiz officiellement.

## Géographie

### Quartiers
Les quartiers de Laukiz sont: Aurrekoetxea, Agirre, Mentxaketa, Mendiondo et Elexalde comme quartier principal (mairie, église).

## Histoire
L'elizate de la mérindade d'Uribe, Seigneurie de Biscaye. Elle était régie par un fidèle avec le siège et vote au nombre de 53 dans les Juntes Générales de Guernica.
L'origine de Laukiz provient apparemment du propriétaire d'une ancienne maison solaire, Munio Munioruz de Lauquiniz, qui apparaît dans l'écriture de donation du monastère d'Alboniga, en 1093, accordée par Doña Toda Ortiz.
La paroisse de San Martín Obispo, fondée en 1748, par les paroissiens, Marquis de Mortara qui percevait en outre la dîme comme patron divisionnaire. Les ermitages étaient deux et consacrés à Jesus Crucifié (actuellement disparue, elle était située à quelque 2 mètres de la mairie) et celle de San Martín.
La commune dans les siècles précédents était importante dès qu'elle produisait maïs, blé, fourrage et un peu de vigne pour le txakoli, en disposant de trois moulins à farine et d'une sandalerie (alpargatas).

## Patrimoine

### Patrimoine civil
- Mairie (dans ce bâtiment est né le poète Esteban Urkiaga Basaras « Lauaxeta »)
- Plaza Lauaxeta
- Château de Butrón (Gatika), situé à 3 km du centre de la municipalité.

### Patrimoine religieux
- Église de San Martín : fondée en 1748.
- Vierge d'Unbe : sur la route générale Bilbao-Plentzia

### Sources
- (es) Cet article est partiellement ou en totalité issu de l’article de Wikipédia en espagnol intitulé « Lauquíniz » (voir la liste des auteurs).